# Lạc lối
Lạc lối (tựa tiếng Anh: Aimless) là bộ phim điện ảnh độc lập của Việt Nam phát hành năm 2013, do Phạm Nhuệ Giang đạo diễn, kịch bản được Nguyễn Quang và Phạm Nhuệ Giang phát triển từ kịch bản gốc Không có Eva của Nguyễn Quang Lập. Bộ phim được các quỹ Fond Francophonie (Pháp) và Vision Sud Est (Thụy Sĩ) tài trợ sản xuất.

## Nội dung
Vợ chồng Quỳ và Thắm bỏ quên lên thành phố kiếm sống. Thắm làm công việc gom nhặt đồng nát, một lần cô được một vũ công trẻ dẫn đến nhà anh ta mua báo cũ; cô được trải nghiệm cuộc sống của người có tiền với lần đầu ngồi ô tô. Cô bắt đầu came nhận sự quê mùa và vụng về của người chồng, khi cô còn mơ hồ giữa chàng vũ công hào nhoáng và người chồng nhà quê. Trong lúc nóng giận, Quỳ đã tát vợ để cảnh tỉnh cô vì thành thị là nơi nhiều cạm bẫy.
Thắm bỏ đi theo chàng vũ công để rồi nhận ra anh ta chỉ là trai bao của những người phụ nữ lớn tuổi giàu có. Cô trở về với Quỳ, cùng với cai bụng bầu, mặc dù vậy Quỳ vẫn chấp nhận cô.

## Phân vai
- Hán Quang Tú - Quỳ
- Trần Thúy An - Thắm
- Đào Văn Bích - Thuật
- Nguyễn Văn Lương - Hải
- Minh Châu - Bà Kiều
- Minh Hằng - Bà bạn
- Thùy Dung - Bà bán hàng
- Sơn Bình - Bạn Quỳ

## Sản xuất
Lạc lối dựa theo ý tưởng kịch bản Không có Eva của Nguyễn Quang Lập từ đầu thập niên 2000. Phim do các quỹ Fond Francophonie (Pháp) và Vision Sud Est (Thụy Sĩ) tài trợ sản xuất với mức vốn 2 tỉ VNĐ, Hãng phim truyện Việt Nam hỗ trợ thiết bị. Ngoài ra vợ chồng đạo diễn Nguyễn Thanh Vân và Phạm Nhuệ Giang tự bỏ thêm vốn 1 tỉ VNĐ.
Trong thời gian sản xuất bộ phim Tâm hồn mẹ thì thời gian tài trợ cho dự án Lạc lối cũng gần hết hạn. Nên đạo diễn Phạm Nhuệ Giang phải gấp rút hoàn thành phim Lạc lối, bộ phim được làm hậu kỳ tại Pháp.

## Phát hành
Việc bộ phim giành giải Cánh diều Bạc khiến phát sinh tranh cãi vì ngoài buổi chiếu cho ban giám khảo tại sự kiện, thì bộ phim vẫn chưa được phát hành chính thức tới khán giả. Để xoa dịu tình hình, Phạm Nhuệ Giang đã tổ chức một buổi chiếu nhỏ vào ngày 13 tháng 3 năm 2013. Ngay sau khi phim giành giải, cụm rạp Galaxy đã nhận phát hành bộ phim vào tháng 9 năm 2013, nhưng đến tháng 8 cùng năm, đạo diễn Phạm Nhuệ Giang cho biết vẫn chưa tìm được nguồn tài để phát hành.
Lạc lối ban đầu được mời tham dự Liên hoan phim (LHP) Dubai 2013, nhưng sau đó LHP có điều chỉnh về hạng mục phim châu Á nên bộ phim bị rút lại.

## Giải thưởng
| Năm  | Sự kiện                            | Hạng mục                   | Kết quả       | Nhận giải         | Chú thích |
| ---- | ---------------------------------- | -------------------------- | ------------- | ----------------- | --------- |
| 2013 | Giải Cánh diều 2012                | Âm nhạc                    | Đoạt giải     | Lương Minh        | [ 6 ]     |
| 2013 | Giải Cánh diều 2012                | Phim truyện điện ảnh       | Cánh diều Bạc | (bộ phim)         | [ 6 ]     |
| 2013 | Liên hoan phim Việt Nam lần thứ 18 | Phim điện ảnh              | Bông sen Bạc  | (bộ phim)         | [ 7 ]     |
| 2013 | Liên hoan phim Việt Nam lần thứ 18 | Quay phim xuất sắc         | Đoạt giải     | Nguyễn Hữu Tuấn   | [ 8 ]     |
| 2013 | Liên hoan phim Việt Nam lần thứ 18 | Thiết kế âm thanh xuất sắc | Đoạt giải     | Franck Desmoulins | [ 8 ]     |